# To Anyone
Albums de 2NE1
2NE1 1st Mini Album
(EP, 2009) 2NE1 2nd Mini Album
(EP, 2011)
Singles
1. Kiss
Sortie : 7 septembre 2009
2. You and I
Sortie : 28 octobre 2009
3. Please Don't Go
Sortie : 20 novembre 2009
4. Follow Me
Sortie : 18 février 2010
5. Clap Your Hands
Sortie : 8 septembre 2010
6. Go Away
Sortie : 9 septembre 2010
7. Can't Nobody
Sortie : 11 septembre 2010
8. It Hurts
Sortie : 31 octobre 2010

To Anyone est le premier album studio du groupe de musique féminin sud-coréen, 2NE1.
L'album a été officiellement mis en vente à partir du 9 septembre 2010, par YG Entertainment. Le groupe a travaillé avec YG Entertainment CEO, Yang Hyun-Suk, Teddy Park et e.knock pour produire l'album. Musicalement, l'album est qualifié de hip-hop, pop, RnB et dance.

## Liste des titres
| No  | Titre                            | Auteur                 | Producteur(s)          | Durée |
| --- | -------------------------------- | ---------------------- | ---------------------- | ----- |
| 1.  | Can't Nobody                     | Teddy                  | Teddy                  | 3:28  |
| 2.  | Go Away                          | Teddy                  | Teddy                  | 3:39  |
| 3.  | Clap Your Hands                  | e.knock                | e.knock                | 3:42  |
| 4.  | I'm Busy                         | Big Tone               | PK, Big Tone           | 3:38  |
| 5.  | It Hurts                         | e.knock, Sunwoo Jungah | e.knock, Sunwoo Jungah | 4:16  |
| 6.  | Love Is Ouch                     | Masta Wu               | Choice37, Big Tone     | 3:53  |
| 7.  | You and I (Bom solo)             | Teddy                  | Teddy                  | 3:54  |
| 8.  | Please Don't Go (CL feat. Minzy) | Teddy                  | Teddy                  | 3:18  |
| 9.  | Kiss (Dara solo)                 | Teddy                  | Teddy                  | 3:33  |
| 10. | Follow Me                        | Teddy                  | Teddy                  | 3:09  |
| 11. | I Don't Care (Reggae remix)      | Teddy, e.knock         | Teddy, e.knock         | 3:52  |
| 12. | Can't Nobody (Version anglaise)  | Teddy                  | Teddy                  | 3:28  |

## Réception
To Anyone a recueilli majoritairement de bonnes critiques. KBS World déclare que l'album montre "la qualité de production de la musique" de YG Entertainment. Ils poursuivent en disant que l'album dévoile une image "un peu plus mature" du groupe et met en avant leur talent vocal sur la chanson It Hurts. L'album a été beaucoup critiqué sur l'utilisation de l'auto-tune et de vocodeurs, le site populaire Allkpop souligne par ailleurs le fait que les membres n'utilisent que très rarement leurs vraies voix sur le titre I'm Busy. Malgré ces critiques, To Anyone a connu un franc succès en Corée du Sud et fait de 2NE1, un des groupes les plus populaires là-bas.

## Classement et ventes
To Anyone s'est hissé à la première place du Gaon le 11 septembre 2010 et y est resté entre septembre et novembre. L'album s'est également placé à la septième place du Billboard World Albums Chart.

### Téléchargements en ligne
| Chanson              | Nbr. de téléchargements |
| -------------------- | ----------------------- |
| Go Away              | 2,444,933               |
| Can't Nobody         | 2,327,146               |
| Clap Yours Hands     | 1,841,485               |
| It Hurts             | 1,770,787               |
| Follow Me            | 1,703,377               |
| You and I (Bom solo) | 996,381                 |
| Love is Ouch         | 903,293                 |
| I'm Busy             | 902,101                 |

### Ventes physiques
| Classement                                | Meilleure position | Copies vendues | Total des ventes |
| ----------------------------------------- | ------------------ | -------------- | ---------------- |
| Corée du Sud (Gaon Chart)                 | 1                  | 155,986        | 171,986          |
| Japon (Oricon)                            | 27                 | 16,000         | 171,986          |
| Taïwan (G-Music Combo Chart)              | 16                 | -              | 171,986          |
| États-Unis (Billboard World Albums Chart) | 7                  | -              | 171,986          |